# Elisa Trevisan
Elisa Trevisan (Castelfranco Veneto, 5 marzo 1980) è una multiplista italiana, 5 volte campionessa nazionale assoluta nell'eptathlon, finalista agli Europei di Göteborg 2006 che vanta 10 presenze nella Nazionale seniores.

## Biografia

### Gli inizi, le società di militanza e i primi titoli italiani giovanili
Inizialmente dedita alla pallavolo, decise successivamente di spostarsi sull'atletica leggera.
Ha iniziato a gareggiare nel 1994 a 14 anni da cadetta nell'Atletica Rossano Marilena Dino's e poi con la Libertas Tormene Padova, sempre seguita da Aldo Lorenzato.
Trasferitasi poi nell'Atletica Libertas Padova e quindi nel club milanese dell'Atletica 2000, dal marzo 2004 è stata reclutata dalle Fiamme Azzurre.
Esordisce in un campionato nazionale nel 1994 agli italiani cadette dove arriva ottava nel salto quadruplo e nell'edizione degli stessi nell'anno dopo, 1995, termina sesta sui 300 m hs.

La prima esperienza in un campionato nazionale di prove multiple arriva nel 1996 quando disputa l'esathlon allieve terminando al sesto posto. 
Vince i suoi primi titoli italiani giovanili nel 1997, al secondo anno da allieva, nell'esathlon e sui 100 m hs; al coperto, finisce quinta nel tetrathlon agli italiani allieve indoor.

### 1998-2002: altri titoli italiani giovanili e gare con le Nazionali giovanili
Al primo anno da juniores nel 1998 si laurea vicecampionessa italiana assoluta delle prove multiple indoor e poi vince il bronzo nella categoria juniores, ai campionati italiani di prove multiple (16ª assoluta).

Gareggia anche agli assoluti indoor (fuori in batteria sui 60 m hs) ed agli juniores indoor (sesta nella stessa specialità); inoltre disputa i campionati italiani juniores, terminando settima sui 100 m hs ed ottava nel tiro del giavellotto.
Ha partecipato all'Incontro internazionale juniores di Rapperswill in Svizzera giungendo 13ª nell'eptathlon.
Doppia medaglia di bronzo nel 1999, agli assoluti indoor e poi agli italiani juniores outdoor.
Nel 2000 diventa campionessa italiana promesse sui 100 m hs; agli assoluti indoor di specialità è stata 12ª, poi argento nell'eptathlon agli italiani promesse all'aperto e quindi in finale agli assoluti di prove multiple non ha finito il concorso.
Campionessa italiana promesse nel pentathlon indoor (10a assoluta) e nell'eptathlon all'aperto nel 2001; vicecampionessa sui 60 m hs agli italiani promesse indoor e medaglia di bronzo sui 100 m hs ai campionati nazionali promesse.
Quindi partecipa all'Incontro internazionale under 23 di Bedford in Gran Bretagna terminando al decimo posto nell'eptathlon.
Campionessa italiana promesse nel pentathlon indoor (4a assoluta) ed outdoor (eptathlon) nel 2002; altre due medaglie ai campionati italiani promesse con l'argento nel tiro del giavellotto ed il bronzo sui 100 m hs. Agli assoluti è stata quarta nell'eptathlon.

### 2003-2008: l'esordio con la Nazionale seniores, i primi titoli italiani assoluti, gli Europei e le Universiadi
Due medaglie diverse all'aperto (di bronzo nel 2003 e d'argento nel 2004) e due volte quarta agli italiani assoluti indoor nel biennio 2003-2004.
Esordisce nel 2003 in Italia a Bressanone con la Nazionale assoluta in occasione della Coppa Europa di prove multiple: 17ª nell'individuale e terza nella classifica a squadre.

L'anno dopo, 2004 nella stessa competizione svoltasi a Tallinn in Estonia, termina al 15º posto e sesta di squadra.
Ha vinto il suo primo titolo italiano assoluto dell'eptathlon nell'ottobre 2005 a Forlì dopo la medaglia di bronzo agli assoluti di prove multiple indoor.
A Jyväskylä (Finlandia) nella Coppa Europa di prove multiple finisce nona e terza nella classifica a squadre.
Nel triennio 2006-2007-2008 vince 5 medaglie ai campionati italiani assoluti di prove multiple: 2 titoli nazionali (2006 e 2007 all'aperto), 2 volte vicecampionessa italiana (nel 2008 sia al coperto che outdoor) ed un bronzo (prove multiple indoor del 2006).
Nel salto in lungo agli assoluti è stata quinta e quarta rispettivamente a Padova 2007 e Cagliari 2008.
Nel biennio 2006-2007 partecipa nell'eptathlon a: 2006, la Coppa Europa di prove multiple a Yalta in Ucraina (sesta e quinta di squadra), gli Europei di Göteborg in Svezia (24ª); 2007, la Coppa Europa di prove multiple in Estonia a Tallinn (quinta e terza a squadre), le Universiadi di Bangkok in Thailandia (6ª).
Nella First League della Coppa Europa di prove multiple nel 2008 in Finlandia a Jyväskylä contribuisce col suo ottavo posto alla vittoria della squadra italiana femminile e la conseguente promozione nella Super League.

### 2009-2015: gli ultimi titoli italiani assoluti e le assenze nelle ultime stagioni agonistiche
Quarta agli assoluti indoor di prove multiple nel 2009 e poi medaglia d'argento all'aperto.
A Stettino in Polonia conclude al 22º posto nella Coppa Europa di specialità e col settimo posto a squadre retrocede in First League.
Durante il triennio 2010-2011-2012 vince 4 medaglie agli assoluti comprendenti: 2 titoli italiani assoluti all'aperto (2011, 2012) e due medaglie di bronzo (outdoor 2010 e indoor 2011).
Agli assoluti indoor di Ancona 2010 ha vinto il bronzo nel salto in lungo.
Terzo posto nella classifica a squadre e 17º nell'individuale in occasione della Coppa Europa di specialità del 2010 tenutasi nei Paesi Bassi ad Hengelo;

l'anno successivo nella stessa competizione continentale, svoltasi in Italia a Bressanone, contribuisce col suo ottavo al secondo posto in classifica della squadra e la conseguente promozione in Super League.
Dal 2013 è assente ai campionati italiani di prove multiple sia indoor che outdoor.
2013, a Tallinn (Estonia) nella Super League della Coppa Europa di prove multiple conclude al ventesimo posto ed ottava nella classifica a squadre.
Nel biennio 2014-2015 è stata assente nella Coppa Europa di prove multiple.

## Progressione

### Eptathlon
| Stagione | Punteggio | Luogo               | Data       | Rank. Mond. |
| -------- | --------- | ------------------- | ---------- | ----------- |
| 2013     | 5.345 p.  | Tallinn             | 30-6-2013  |             |
| 2012     | 5.574 p.  | Bressanone          | 8-7-2012   | 128ª        |
| 2011     | 5.706 p.  | Bressanone          | 3-7-2011   | 75ª         |
| 2010     | 5.358 p.  | Rossano Veneto      | 25-4-2010  |             |
| 2009     | 5.478 p.  | Desenzano del Garda | 10-5-2009  |             |
| 2008     | 5.646 p.  | Desenzano del Garda | 11-5-2008  | 108ª        |
| 2007     | 5.716 p.  | Tallinn             | 8-7-2007   | 87ª         |
| 2006     | 5.807 p.  | Firenze             | 3-6-2006   | 70ª         |
| 2005     | 5.744 p.  | Forlì               | 2-10-2005  | 77ª         |
| 2004     | 5.844 p.  | Desenzano del Garda | 25-7-2004  | 57ª         |
| 2003     | 5.498 p.  | Rieti               | 2-8-2003   |             |
| 2002     | 5.189 p.  | Viareggio           | 20-7-2002  |             |
| 2001     | 4.992 p.  | Marcon              | 13-5-2001  |             |
| 2000     | 4.786 p.  | Casalmaggiore       | 18-6-2000  |             |
| 1999     | 4.407 p.  | Ostia               | 10-10-1999 |             |
| 1998     | 4.851 p.  | Ostia               | 21-6-1998  |             |
| 1997     | 4.629 p.  | Lana                | 20-7-1997  |             |

### Pentathlon indoor
| Stagione | Punteggio | Luogo       | Data      | Rank. Mond. |
| -------- | --------- | ----------- | --------- | ----------- |
| 2011     | 3.889 p.  | Ancona      | 30-1-2011 |             |
| 2010     | -         | -           | -         | -           |
| 2009     | 3.871 p.  | Ancona      | 1-2-2009  |             |
| 2008     | 3.998 p.  | Ancona      | 27-1-2008 | 95ª         |
| 2007     | -         | -           | -         | -           |
| 2006     | 4.035 p.  | Napoli      | 29-1-2006 | 59ª         |
| 2005     | 3.833 p.  | Ancona      | 12-2-2005 |             |
| 2004     | 3.934 p.  | Napoli      | 15-2-2004 |             |
| 2003     | 3.805 p.  | Genova      | 16-2-2003 |             |
| 2002     | 3.608 p.  | Genova      | 3-2-2002  |             |
| 2001     | 3.446 p.  | Genova      | 21-1-2001 |             |
| 2000     | 3.237 p.  | Ancona      | 23-1-2000 |             |
| 1999     | 2.961 p.  | Torino      | 24-1-1999 |             |
| 1998     | 3.176 p.  | Castellanza | 1-2-1998  |             |

## Palmares
| Anno | Manifestazione | Sede     | Evento    | Risultato | Punteggio | Note  |
| ---- | -------------- | -------- | --------- | --------- | --------- | ----- |
| 2006 | Europei        | Göteborg | Eptathlon | 24ª       | 5.693 p.  | [ 2 ] |
| 2007 | Universiadi    | Bangkok  | Eptathlon | 6ª        | 5.657 p.  | [ 3 ] |

## Campionati nazionali
- 5 volte campionessa assoluta nell'eptathlon (2005, 2006, 2007, 2011, 2012)
- 2 volte campionessa promesse nell'eptathlon (2001, 2002)
- 2 volte campionessa promesse indoor nel pentathlon (2001, 2002)
- 1 volta campionessa promesse sui 100 m hs (2000)
- 1 volta campionessa allieve sui 100 m hs (1997)
- 1 volta campionessa allieve nell'esathlon (1997)

1994
- 8ª ai Campionati italiani cadetti e cadette, (Riccione), Salto quadruplo

1995
- 6ª ai Campionati italiani cadetti e cadette, (Riccione), 300 m hs - 46” 60

1996
- 6ª ai Campionati italiani allievi-allieve individuali e di prove multiple, (Senigallia), Esathlon - 3.734 p.

1997
- 5ª ai Campionati italiani di prove multiple indoor, (Napoli), Tetrathlon - 2.524 p. (allieve)
- Oro ai Campionati italiani allievi e allieve di prove multiple, (Ostia), Esathlon - 4.267 p.
- Oro ai Campionati italiani allievi e allieve, (Formia), 100 m hs - 15"09

1998
- Argento ai Campionati italiani di prove multiple indoor, (Castellanza), Pentathlon - 3.176 p.[4]
- In batteria ai Campionati italiani assoluti indoor, (Genova), 60 m hs
- 6ª ai Campionati italiani allievi-juniores-promesse indoor, (Genova), 60 m hs - 9” 05
- 16ª ai Campionati italiani di prove multiple, (Oristano), Eptathlon - 4.633 p. (assolute)[4]
- Bronzo ai Campionati italiani di prove multiple, (Oristano), Eptathlon - 4.633 p. (juniores)
- 7ª ai Campionati italiani juniores e promesse, (Pesaro), 100 hs - 14” 94
- 8ª ai Campionati italiani juniores e promesse, (Pesaro), Tiro del giavellotto - 37,26 m

1999
- Bronzo ai Campionati italiani di prove multiple indoor, (Torino), Pentathlon - 2.961 p.[4]
- Bronzo ai Campionati italiani juniores e promesse di prove multiple, (Bressanone), Eptathlon - 4.227 p.[4]

2000
- 12ª ai Campionati italiani assoluti di prove multiple indoor, (Genova), Pentathlon - 3.237 p. (promesse)[4]
- Argento ai Campionati italiani juniores e promesse di prove multiple, (Casalmaggiore), Eptathlon - 4.786 p.[4]
- Oro ai Campionati italiani juniores e promesse, (Piovene Rocchette), 100 m hs - 14"05
- In finale ai Campionati italiani assoluti di prove multiple, (Milano), Eptathlon - NF[4]

2001
- 10ª ai Campionati italiani assoluti di prove multiple indoor, (Genova), Pentathlon - 3.446 p. (assolute)[4]
- Oro ai Campionati italiani assoluti di prove multiple indoor, (Genova), Pentathlon - 3.446 p. (promesse)[4]
- Argento ai Campionati italiani allievi-juniores-promesse indoor, (Ancona), 60 hs - 8” 86
- Oro ai Campionati italiani juniores e promesse di prove multiple, (Macerata), Eptathlon - 4.938 p.[5]
- Bronzo ai Campionati italiani juniores e promesse (Milano) 100 m hs - 14” 57

2002
- 4ª ai Campionati italiani di prove multiple indoor, (Genova), Pentathlon - 3.608 p. (assolute)[6]
- Oro ai Campionati italiani di prove multiple indoor, (Genova), Pentathlon - 3.608 p. (promesse)[4]
- 4ª ai Campionati italiani assoluti di prove multiple, (Viareggio), Eptathlon - 5.189 p.[7]
- Oro ai Campionati italiani juniores e promesse di prove multiple, (Forlì), Eptathlon
- Bronzo ai Campionati italiani juniores e promesse, (Milano), 100 m hs - 14” 27
- Argento ai Campionati italiani juniores e promesse, (Milano), Tiro del giavellotto - 40,61 m

2003
- 4ª ai Campionati italiani assoluti di prove multiple indoor, (Genova), Pentathlon - 3.805 p.[8]
- Bronzo ai Campionati italiani assoluti di prove multiple, (Rieti), Eptathlon - 5.498 p.[9]

2004
- 4ª ai Campionati italiani assoluti di prove multiple indoor, (Napoli), Pentathlon - 3.934 p.[10]
- Argento ai Campionati italiani assoluti di prove multiple, (Desenzano del Garda), Eptathlon - 5.844 p.[11]

2005
- Bronzo ai Campionati italiani assoluti di prove multiple indoor, (Ancona), Pentathlon - 3.833 p.[12]
- Oro ai Campionati italiani assoluti di prove multiple, (Forlì), Eptathlon - 5.744 p.[13]

2006
- Bronzo ai Campionati italiani assoluti di prove multiple indoor, (Napoli), Pentathlon - 4.035 p.[12]
- Oro ai Campionati italiani assoluti di prove multiple, (Firenze), Eptathlon - 5.807 p.[14]

2007
- 5ª ai Campionati italiani assoluti, (Padova), Salto in lungo - 6,14 m[15]
- Oro ai Campionati italiani assoluti di prove multiple, (Padova), Eptathlon - 5.690 p.[16]

2008
- Argento ai Campionati italiani assoluti di prove multiple indoor, (Ancona), Pentathlon - 3.998 p.[12]
- 4ª ai Campionati italiani assoluti, (Cagliari), Salto in lungo - 5,84 m[17]
- Argento ai Campionati italiani assoluti di prove multiple, (Cagliari), Eptathlon - 5.606 p.[18]

2009
- 4ª ai Campionati italiani assoluti di prove multiple indoor, (Ancona), Pentathlon - 3.871 p.[19]
- Argento ai Campionati italiani assoluti di prove multiple, (Milano), Eptathlon - 5.366 p.[20]

2010
- Bronzo ai Campionati italiani assoluti indoor, (Ancona), Salto in lungo - 5,98 m[21]
- Bronzo ai Campionati italiani assoluti di prove multiple, (Bressanone), Eptathlon - 5.277 p.[22]

2011
- Bronzo ai Campionati italiani assoluti di prove multiple indoor, (Ancona), Pentathlon - 3.889 p.[23]
- Oro ai Campionati italiani assoluti di prove multiple, (Formia), Eptathlon - 5.649 p.[24]

2012
- Oro ai Campionati italiani assoluti di prove multiple, (Bressanone), Eptathlon - 5.574 p.[25]

## Altre competizioni internazionali
1998
- 13ª all'Incontro internazionale juniores, ( Rapperswill), Eptathlon - 4.709 p.[4]

2001
- 10ª nell'Incontro internazionale under 23, ( Bedford), Eptathlon - 4.682 p.[4]

2003
- 17ª nella First League della Coppa Europa di prove multiple, ( Bressanone), Eptathlon - 5.436 p.[26]
- Bronzo nella First League della Coppa Europa di prove multiple, ( Bressanone), Classifica a squadre - 17.197 p.[27]

2004
- 15ª nella First League della Coppa Europa di prove multiple, ( Tallinn), Eptathlon - 5.367 p.[28]
- 6ª nella First League della Coppa Europa di prove multiple, ( Tallinn), Classifica a squadre 16.066 p.[29]

2005
- 9ª nella First League della Coppa Europa di prove multiple, ( Jyväskylä), Eptathlon - 5.656 p.[30]
- Bronzo nella First League della Coppa Europa di prove multiple, ( Jyväskylä), Classifica a squadre 16.892 p.[31]

2006
- 6ª nella First League della Coppa Europa di prove multiple, ( Yalta), Eptathlon - 5.781 p.[2]
- 5ª nella First League della Coppa Europa di prove multiple, ( Yalta), Classifica a squadre - 16.592 p.[32]

2007
- 5ª nella First League della Coppa Europa di prove multiple, ( Tallinn), Eptathlon - 5.716 p.[33]
- Bronzo nella First League della Coppa Europa di prove multiple, ( Tallinn), Classifica a squadre - 16.697 p.[34]

2008
- 10ª nella First League della Coppa Europa di prove multiple, ( Jyväskylä), Eptathlon - 5.611 p.[35]
- Oro nella First League della Coppa Europa di prove multiple, ( Jyväskylä), Classifica a squadre - 17.062 p.[36]

2009
- 22ª nella Super League della Coppa Europa di prove multiple, ( Stettino), Eptathlon - 5.408 p.[37]
- 7ª nella Super League della Coppa Europa di prove multiple, ( Stettino), Classifica a squadre - 16.468 p.[38]

2010
- 17ª nella First League della Coppa Europa di prove multiple, ( Hengelo), Eptathlon - 5.309 p.[39]
- Bronzo nella First League della Coppa Europa di prove multiple, ( Hengelo), Classifica a squadre - 16.705 p.[40]

2011
- 8ª nella First League della Coppa Europa di prove multiple, ( Bressanone), Eptathlon - 5.706 p.[41]
- Argento nella First League della Coppa Europa di prove multiple, ( Bressanone), Eptathlon, Classifica a squadre 17.050 p.[42]

2013
- 20ª nella Super League della Coppa Europa di prove multiple, ( Tallinn), Eptathlon - 5.345 p.[43]
- 8ª nella Super League della Coppa Europa di prove multiple, ( Tallinn), Classifica a squadre - 37.617 p.[44]